# Kene Holliday
Kenneth Earl 'Kene' Holliday (Copiague (Long Island (New York)), 25 juni 1949) is een Amerikaans acteur.

## Biografie
Holliday werd geboren in Copiague, een plaats in Long Island (New York), en doorliep daar de high school aan de Copiague High School waar hij in 1967 zijn diploma haalde.
Holliday is het meest bekend van zijn rol als Tyler Hudson in de televisieserie Matlock waar hij in 69 afleveringen speelde (1986-1990), in 1990 werd hij ontslagen van de televisieserie vanwege zijn ernstige drugs- en alcoholverslaving.
Holliday is in het verleden twee keer getrouwd geweest en heeft bij ieder een kind, vanaf 1996 is hij opnieuw getrouwd.

## Filmografie

### Films
Uitgezonderd korte films.
- 2015 Handle Your Business - als Bone Daddy
- 2011 The Human War – als Elijah
- 2009 Everbody's Fine – als slager
- 2007 Great World of Sound – als Clarence
- 2006 The Immaculate Misconception – als Simon
- 2000 Miracle on the Mountain: The Kincaid Family Story – als Jack Calloway
- 1998 Bulworth – als man in kerk
- 1992 Stormy Weathers – als Rashid
- 1991 The Josephine Baker Story – als Sidney Bechet
- 1990 Perry Mason: The Case of the Silenced Singer – als Joe Dillon
- 1987 If It's Tuesday, It Still Must Be Belgium – als Bob Sperling
- 1987 G.I. Joe: The Movie – als Roadblock (stem)
- 1986 G.I. Joe: Arise, Serpentor, Arise! – als Roadblock (stem)
- 1985 Badge of the Assassin – als Albert Washington
- 1984 No Small Affair – als Walt Cronin
- 1984 The Philadelphia Experiment – als majoor Clark
- 1983 The Best of Times – als Don Kingman
- 1982 Farrell for the People – als ??
- 1982 Dangerous Company – als Bill Washington
- 1981 See China and Die – als sergeant Alvin Sykes
- 1981 The Two Lives of Carol Letner – als Andy
- 1981 Chicago Story – als dr. Jeff House
- 1980 The Last Song – als Doug

### Televisieseries
Uitgezonderd eenmalige gastrollen.
- 1986 – 1990 Matlock – als Tyler Hudson – 69 afl.
- 1985 – 1986 G.I. Joe – als Roadblock (stem) – 36 afl.
- 1984 G.I. Joe: The Revenge of Cobra –als Roadblock (stem) – 5 afl.
- 1982 Hill Street Blues – als Vernon Lee – 3 afl.
- 1980 Soap – als Eddie Coleman – 2 afl.
- 1977 – 1979 Carter Country – als sergeant Curtis Baker – 44 afl.
- 1976 Kojak – als assistent D.A. Dunn – 2 afl.

- International Standard Name Identifier: 0000 0000 3811 715X
- Library of Congress Control Number: n2001028930
- Virtual International Authority File: 33801768
- WorldCat: E39PBJv8FHwkftHXjt6WpVhfv3